# Peter DeLuise
Peter John DeLuise (født 6. november 1966) er en amerikansk skuespiller, instruktør, producer og manuskriptforfatter. Han har skrevet, produceret og instrueret flere afsnit af science fiction-serierne Stargate SG-1, Stargate Atlantis og Stargate Universe. Peter DeLuise er søn af skuespilleren Dom DeLuise.

## Ekstern henvisning
- Peter DeLuise på Internet Movie Database (engelsk)
- Peter DeLuise på Svensk Filmdatabas (svensk)
- Peter DeLuise på AlloCiné (fransk)
- Peter DeLuise på AllMovie (engelsk)
- Peter DeLuise på Rotten Tomatoes (engelsk)
- Peter DeLuise på The Movie Database (engelsk)